# Йохан фон Хорн
Йохан фон Хорн/Ян ван Хорне (на немски: Johann von Hoorn; на нидерландски: Jan van Hoorne/Jan van Horne; * ок. 1470/1475; † 10 декември 1540) е духовник и граф на Хорн (1531 – 1540) в Нидерландия, господар на Алтена и Верт.

## Живот
Той е малкият син на граф Якоб II фон Хорн († 1530) и втората му съпруга Йохана ван Брюге († 1502), дъщеря на княз Лудвиг/Луис ван Брюге († 1492) и Маргарета фон Борселен († 1510).
Йохан започва духовна кариера. Той наследява през 1531 г. по-големия си бездетен брат граф Якоб III фон Хорн († 1531 в битка при Верчели). Йохан осиновява четирите деца от първия брак на съпругата си Анна ван Егмонт.

## Фамилия
Йохан фон Хорн се жени на 6 декември 1530 г. за Анна ван Егмонт (1504 – 1574), господарка на Бюрен, вдовица на Йозеф де Монтморенци († 1530 в Италия), господар на Нивеле, Хубермонт, дъщеря на имперския генерал граф Флорис ван Егмонд ван Бюрен (1469 – 1539) и Маргарета ван Берген († сл. 1551). Тя е роднина на Вилхелм Орански. Бракът е бездетен.
Йохан фон Хорн осиновява четирите деца от първия брак на съпругата си и те вземат неговото име:
- Филипе де Монтморенци (* 1526; † 5 юни 1568, екзекутиран в Брюксел), барон на Алтена, нидерландски адмирал, женен на 26 ноември 1546 г. за графиня Анна Валбурга ван Нойенар (* 1522; † 25 май 1600), наследничка на Морс
- Флорис ван Хорн, барон де Монтини (* 1528; † 22 май 1567, екзекутиран в Испания), женен 1565 г. за Хелене де Мелун († 1590)
- Мария ван Хоорн, даме де Конде († 5 февруари 1570), омъжена I. ок. 1550 г. за граф Шарл де Лалаинг († 21 ноември 1558, Брюксел), II. на 22 февруари 1562 г. за граф Петер Ернст I фон Мансфелд (* 20 юли 1517; † 22 май 1604)
- Елеонора ван Хоорн, даме де Монтини († сл. 1585), омъжена I. ок. 1542 г. за Понтус де Лалаинг господар на Бугникурт († 1557), II. ок. 1560 г. за граф Антоан де Лалаинг граф ван Хоогстраатен († 1568)